# كارل بريغهام
كارل بريغهام (بالإنجليزية: Carl Brigham)‏ هو عالم نفس أمريكي، ولد في 4 مايو 1890، وتوفي في 24 يناير 1943.